# Zero Tolerance (album)
Pour les articles homonymes, voir Zero Tolerance.
Albums de Killing Floor
Out of Uranus
(1971)
Zero Tolerance, sorti en 2004, est le troisième album de Killing Floor, le premier après la reformation du groupe en 2002.

## L'album
À l'exception de Strange Love et Bring it on Home tous les titres ont été composés par les membres du groupe.

## Les musiciens
Bill Thorndycraft : voix, harmonica

Mick Clarke : guitare

Stuart McDonald : basse

Chris Sharley : batterie

Lou Martin : claviers

## Les titres
| No  | Titre                  | Durée |
| --- | ---------------------- | ----- |
| 1.  | Burnout                | 3:54  |
| 2.  | Prozac Blues           | 4:34  |
| 3.  | Calm Down              | 4:30  |
| 4.  | Sperm Bandit           | 4:25  |
| 5.  | The Big Issue          | 2:58  |
| 6.  | Strange Love           | 3:28  |
| 7.  | Zero Tolerance         | 4:17  |
| 8.  | Run On                 | 3:59  |
| 9.  | Iron Ewe               | 4:24  |
| 10. | What is it about you ? | 3:37  |
| 11. | Road of Diamonds       | 4:11  |
| 12. | The Radnor Rumble      | 5:13  |
| 13. | Fred McDowell          | 5:01  |
| 14. | Bring It on Home       | 6:37  |

## Informations sur le contenu de l'album
- Bazz Smith est à la batterie sur les titres Calm Down et The Radnor Rumble.
- Strange Love est une reprise de Slim Harpo (1957).
- Bring It on Home est un titre composé par Willie Dixon pour Sonny Boy Williamson II en 1959.